# 정원민
정원민(鄭元民, 1927년 1월 21일~2014년 3월 13일)은 대한민국의 군인 출신 정치인이다. 제11대 국회의원을 지냈다.

## 학력
- 해군사관학교 제5기 졸업
- 육군보병학교 졸업
- 동아대학교 경제학과 학사 졸업
- 미국 해군참모대학교 졸업
- 대한민국 국방대학교 졸업

### 비학위 수료
- 서울대학교 경영대학원 최고경영자과정 수료

## 약력
- 한국함대 강원함장
- 주월백마부대 사령관
- 한국함대 제1전단 사령관
- 한국함대 부사령관
- 해군본부 인사ㆍ작전 참모부장
- 해군 제1참모차장
- 해군 중장 예편
- 민주정의당 안보외교연구실장
- 대한석탄공사 사장

## 기타
- 1980년 5월 17일 열린 신군부의 비상 전군 주요지휘관 회의 참석, 비상계엄 확대와 군 개입에 대하여 비교적 원칙적인 온건론 제시[1]

## 역대 선거 결과
| 실시년도 | 선거  | 대수 | 직책     | 선거구 | 정당       | 득표수      | 득표율         | 순위       | 당락 | 비고 |
| -------- | ----- | ---- | -------- | ------ | ---------- | ----------- | -------------- | ---------- | ---- | ---- |
| 1981년   | 총선  | 11대 | 국회의원 | 전국구 | 민주정의당 | 5,776,624표 | \| \| 35.6% \| | 전국구 9번 |      | 초선 |
|          | 35.6% |      |          |        |            |             |                |            |      |      |